# Paravortex nicolli
Paravortex nicolli is een platworm (Platyhelminthes). De worm is tweeslachtig. De soort leeft in het zoute water.
Het geslacht Paravortex, waarin de platworm wordt geplaatst, wordt tot de familie Graffillidae gerekend. De wetenschappelijke naam van de soort werd voor het eerst geldig gepubliceerd in 1965 door Szidat.